# For Øjnene
For Øjnene er en dansk eksperimentalfilm fra 1988 instrueret af Kirsten Graver.

## Handling
En rejse i rum, akvarel og musik gennem øjne, blik. Videoens øjne ser eller ser ikke, spiller til eller spiller uden om den anden, der aldrig er til stede på skærmen, iagttageren.